# H-nieskończoność
H-nieskończoność, H∞, sterowanie H∞ – w teorii sterowania, termin odnoszący się do metod syntezy regulatorów, które pozwalają na uzyskanie krzepkości sterowania lub krzepkości stabilności w układach regulacji. W metodach tych problem sterowania definiuje się jako zadanie sterowania optymalnego, a następnie projektuje regulator, który może takie zadanie wykonać.

## Wstęp
Termin H-nieskończoność pochodzi od nazwy przestrzeni matematycznej, w której zachodzi optymalizacja. H∞ jest przestrzenią funkcji, o wartościach będących macierzami, które są analityczne i ograniczone w otwartej prawej stronie płaszczyzny zespolonej, zdefiniowanej nierównością {\displaystyle Re(s)>0;} norma H∞ stanowi maksymalną wartość osobliwą tej funkcji w tej przestrzeni (można to zinterpretować jako maksymalne wzmocnienie w dowolnym kierunku i dla dowolnej częstotliwości; dla systemów jednowymiarowych, jest to maksymalna amplituda charakterystyki częstotliwościowej). Metody H-nieskończoność można wykorzystać do minimalizacji wpływu zaburzeń w układach zamkniętych (w układach regulacji z zamkniętą pętlą sprzężenia zwrotnego) – w zależności od sposobu sformułowania problemu, miara tego wpływu odnosi się do stabilności albo do sterowania.
Jednoczesna optymalizacja krzepkiego sterowania i krzepkiej stabilności jest trudna do uzyskania. Jedną z metod, która bliska jest uzyskania tego, jest metoda H-nieskończoność kształtująca pętlę (sprzężenia zwrotnego) układu. W metodzie tej stosuje się koncepcje klasycznej teorii sterowania w odniesieniu do wielowymiarowych charakterystyk częstotliwościowych, tak by uzyskać odpowiednio krzepkie sterowanie, a następnie optymalizuje się charakterystykę w pobliżu pasma przenoszenia układu, tak by osiągnąć odpowiednio krzepką stabilność. Syntezę regulatora H-nieskończoność można przeprowadzić za pomocą dostępnego na rynku odpowiedniego oprogramowania komercyjnego.

### Zalety i wady
Metody H-nieskończoność mają tę przewagę nad metodami klasycznej teorii sterowania, że można je z łatwością zastosować do systemów wielowymiarowych ze sprzężeniami skrośnymi. Z drugiej jednak strony korzystanie z tych metod wymaga znajomości właściwych zagadnień matematyki, potrzebny jest też dobry model sterowanego układu. Duże znaczenie ma odpowiednie sformułowanie problemu, gdyż każdy regulator jaki powstanie w wyniku syntezy będzie optymalny tylko w sformułowanym sensie – niewłaściwa optymalizacja często zamiast polepszać jedynie pogarsza sterowanie. Ponadto ograniczenia nieliniowe, takie jak nasycenie, ogólnie rzecz biorąc, nie są odpowiednio traktowane.

## Sformułowanie problemu
Po pierwsze proces musi zostać przedstawiony zgodnie ze standardową konfiguracją:
Obiekt {\displaystyle P} ma dwa wejścia, egzogeniczne wejście {\displaystyle w,} które obejmuje sygnał wartości zadanej i zakłócenia, oraz sterowaną zmienną wyjściową {\displaystyle u.} Są też dwa wyjścia, sygnały uchybu {\displaystyle z,} które mają być zminimalizowane, i mierzona zmienna {\displaystyle v,} która ma być wykorzystana do sterowania systemem. Zmienna {\displaystyle v} używana jest w {\displaystyle K} do wyliczenia zmiennej sterowanej {\displaystyle u.} Wszystkie wymienione zmienne są wektorami, a {\displaystyle \mathbf {P} } i {\displaystyle \mathbf {K} } są macierzami.
Można to wyrazić wzorami:
{\displaystyle {\begin{bmatrix}z\\v\end{bmatrix}}=\mathbf {P} (s)\,{\begin{bmatrix}w\\u\end{bmatrix}}={\begin{bmatrix}P_{11}(s)&P_{12}(s)\\P_{21}(s)&P_{22}(s)\end{bmatrix}}\,{\begin{bmatrix}w\\u\end{bmatrix}}}
{\displaystyle u=\mathbf {K} (s)\,v.}
Można zatem zapisać zależność {\displaystyle z} od {\displaystyle w} jako:
{\displaystyle z=F_{\ell }(\mathbf {P} ,\mathbf {K} )\,w.}
{\displaystyle F_{\ell }} zwaną dolną liniową transformacją ułamkową (gdzie indeks {\displaystyle \ell } to skrót od ang. lower, czyli dolny) można wyrazić wzorem:
{\displaystyle F_{\ell }(\mathbf {P} ,\mathbf {K} )=P_{11}+P_{12}\,\mathbf {K} \,(I-P_{22}\,\mathbf {K} )^{-1}\,P_{21}}
Celem projektu sterowania H∞ jest odnalezienie regulatora {\displaystyle \mathbf {K} ,} takiego że {\displaystyle F_{\ell }(\mathbf {P} ,\mathbf {K} )} będzie minimalizowane zgodnie z normą H∞. Taka sama definicja ma zastosowanie do projektu sterowania H2. Normę z nieskończonością dla macierzy transmitancji {\displaystyle F_{\ell }(\mathbf {P} ,\mathbf {K} )} definiuje się następująco:
{\displaystyle ||F_{\ell }(\mathbf {P} ,\mathbf {K} )||_{\infty }=\sup _{\omega }{\overline {\sigma }}(F_{\ell }(\mathbf {P} ,\mathbf {K} )(j\omega )),}
gdzie {\displaystyle {\overline {\sigma }}} to maksimum wartości osobliwej macierzy {\displaystyle F_{\ell }(\mathbf {P} ,\mathbf {K} )(j\omega ).}
Osiągalna norma H-nieskończoność dla układu z zamkniętą pętlą (sprzężenia zwrotnego) dana jest macierzą {\displaystyle D_{11}} gdzie układ {\displaystyle P} jest dany w postaci {\displaystyle (A,B_{1},B_{2},C_{1},C_{2},D_{11},D_{12},D_{22},D_{21}).} Istnieje kilka dróg dojścia do sformułowania regulatora H∞:
- parametryzacja Youla zamkniętej pętli (sprzężenia zwrotnego) często prowadzi do regulatora bardzo wysokiego rzędu;
- podejścia oparte na równaniu Riccatiego rozwiązują 2 równania Riccatiego, co pozwala na znalezienie regulatora, ale wymaga kilku uproszczających założeń,
- przeformułowanie równania Riccatiego, związane z optymalizacją, wykorzystuje liniową nierówność macierzową i wymaga mniej założeń.

## Kształtowanie pętliH-nieskończoność
Kształtowanie pętli H-nieskończoność to metoda projektowania współczesnej teorii sterowania, która łączy tradycyjne, intuicyjne metody klasycznej teorii sterowania (takie jak całka wrażliwości Bode’go) z metodami optymalizującymi H-nieskończoność. Istota metody polega na tym, że najpierw opisuje się oczekiwane przebiegi charakterystyk i własności redukcji szumu poprzez rozważenie transmitancji w dziedzinie częstotliwości; tak „ukształtowaną” pętlę (sprzężenia zwrotnego) poddaje się następnie operacjom optymalizującym mającym na celu nadanie jej cech krzepkości. Nadawanie tych cech zwykle ma mały wpływ na niskie i wysokie częstotliwości, ale charakterystyka wokół przecięcia wzmocnienia jednostkowego (częstotliwość, przy której amplituda wzmocnienia wynosi 1 nazywa się częstotliwością wzmocnienia jednostkowego lub częstotliwością przecięcia – zob. też charakterystyka częstotliwościowa) jest tak dostosowywana, by zmaksymalizować zapas stabilności układu. Metoda ta została z powodzeniem zaimplementowana w rozwiązaniach przemysłowych.